# Bassari-Land
Das Bassari-Land umfasst als UNESCO-Welterbe im Südosten des westafrikanischen Staates Senegal drei räumlich getrennte Gebiete: die Kulturlandschaften der Bassari, Fula  und Bedik. Sie liegen zwischen dem Fluss Gambia und der Grenze mit Guinea. Die Aufnahmen in das Welterbe erfolgte im Jahr 2012.

## Geographische Lage
Die drei Kerngebiete der Kulturlandschaften liegen in schwer zugänglichen Bergregionen der Region Kédougou. Das Bassari-Gebiet liegt südlich der Départementspräfektur Salémata, das Bedik-Gebiet westlich des Dorfes Bandafassi auf dem Iwol-Plateau und das Fula-Gebiet im Dindéfelo-Hochland. In diesen kaum zugänglichen Gebieten, die reich an natürlichen Ressourcen und Artenvielfalt sind, siedelten sich die drei Völker vom 11. bis zum 19. Jahrhundert an. Bis zum letzten Jahrhundert gruppierten sich ihre Dörfer auf Erhebungen, um die Ebenen zu kontrollieren. Sie bestanden aus runden, mit Stroh gedeckten Hütten, die einen zentralen Platz umgaben. Diese traditionellen Bassari-Siedlungen sind heutzutage nur noch aus Anlass von rituellen Zeremonien oder Festen bewohnt und deshalb vom Verfall bedroht. Die Bevölkerung entschied sich dafür, anstatt auf den Bergen lieber in der Nähe der Felder zu leben.

## Kultur
Die Völker der Bassari, Fula und Bedik entwickelten spezifische Kulturen, die mit der umgebenden natürlichen Umwelt in Symbiose stehen und prägten ihre Lebensräume im Sinne der Nachhaltigkeit. Archäologische Zeugnisse der frühen menschlichen Besiedlung sind zahlreich vorhanden. Die Bassari-Landschaft ist geprägt von Terrassen und Reisfeldern, durchsetzt mit Dörfern, Weilern und archäologischen Stätten. Die Bedik-Dörfer bestehen aus dichten Hüttengruppen mit steilen Strohdächern.
Die Landschaften und ihr Landnutzungs- und Siedlungsmuster zeugen zusammen mit der traditionellen Architektur, den heiligen Wäldern und Heiligtümern von einem komplexen sozioökonomischen Kultursystem, in dem besondere landwirtschaftliche und soziale Praktiken, Rituale, Überzeugungen und traditionelle Bildung dazu beigetragen haben, die menschliche Besiedlung durch den respektvollen und nachhaltigen Umgang mit den knappen Ressourcen dauerhaft zu sichern. Die Bewohner haben in landwirtschaftlicher, sozialer, ritueller und spiritueller Hinsicht ursprüngliche Bräuche bewahrt, die auf die gegebenen Umweltbedingungen nachhaltig abgestimmt sind. Es handelt sich um gut erhaltene multikulturelle Landschaften, in der ursprüngliche lokale Kulturen lebendig geblieben sind. 

## Bestandteile der Welterbestätte
| Bild                                            | Bezeichnung                         | Jahr | Typ | Ref. | Beschreibung                                                                                 |
| ----------------------------------------------- | ----------------------------------- | ---- | --- | ---- | -------------------------------------------------------------------------------------------- |
| BW                                              | Kulturlandschaft der Bassari (Lage) | 2012 | K   | 1407 | Die Kulturlandschaft der Bassari umfasst eine Fläche von 24.238 ha (Pufferzone: 163.442 ha). |
| (weitere Bilder)                                | Kulturlandschaft der Bedik (Lage)   | 2012 | K   | 1407 | Die Kulturlandschaft der Bedik umfasst eine Fläche von 18.147 ha (Pufferzone: 65.731 ha).    |
| Dindefelo-Fälle im Fula-Gebiet (weitere Bilder) | Kulturlandschaft der Fula (Lage)    | 2012 | K   | 1407 | Die Kulturlandschaft der Fula umfasst eine Fläche von 7924 ha (Pufferzone: 11.583 ha).       |